# Acutotyphlops infralabialis
Espèce
Synonymes
- Typhlops infralabialis Waite, 1918
- Typhlops bergi Peters, 1948
- Typhlops adamsi Tanner, 1951

Statut de conservation UICN

 DD : Données insuffisantes
Acutotyphlops infralabialis est une espèce de serpents de la famille des Typhlopidae.

## Répartition
Cette espèce est endémique de l'archipel des Salomon. Elle se rencontre à Guadalcanal, à Malaita et à la Nouvelle-Géorgie aux Salomon et à Bougainville en Papouasie-Nouvelle-Guinée.

## Description
Acutotyphlops infralabialis, mesure jusqu'à 37,5 cm dont 0,1 à 0,5 cm pour la queue. Sa couleur générale est sombre avec des rayures.

## Publication originale
- Waite, 1918 : Description of a new Blind Snake from the Solomon islands. Records of the South Australian Museum, Adelaide, vol. 1, no 1, p. 35-38 (texte intégral).